# 라이코
| 이름   | 이름     | 이름        | 도감번호                   | 성비    |
| 한국어 | 일본어   | 영어        | 도감번호                   | 성비    |
| 라이코 | ライコウ | Raikou      | 전국 243 성도 238 호연 378 | 없음    |
| 포켓몬 | 타입     | 분류        | 신장                       | 체중    |
| 라이코 | 전기     | 우뢰 포켓몬 | 1.9m                       | 178.0kg |

《라이코》(ライコウ 라이코우[*], 영어: Raikou)의 분류는 우뢰 포켓몬이다.

## 특징
호랑이와 같은 모습을 한 성도 지방의 전설의 포켓몬 중 한마리. 번개와 함께 떨어졌다고 전해진다. 등의 비구름같은 갈기로, 어떤 상황에서도 자유롭게 번개를 불러일으킬 수 있다.
번개가 쳤을 때의 충격에 필적할 정도의 울음소리로 짖으며 대지를 질주한다.
인주시티의 '불탄탑'이 낙뢰에 의해서 불타서 무너질 때 죽게 되었지만, 그것을 불쌍히 여긴 칠색조에 의해서 앤테이, 스이쿤과 함께 부활했다. 그렇기 때문에 라이코에게는 '탑에 떨어진 번개'의 힘이 머물고 있다.

## 게임에서의 라이코
《포켓몬스터 금·은, 하트골드·소울실버》에서 첫등장. 인주시티의 불탄 탑에서 앤테이, 스이쿤 (HGSS에서는 도망을 안 가고 25번도로에 출현)과 함께 도망나가서 각지의 풀숲을 돌아다닌다.
《포켓몬스터 파이어 레드·리프 그린》에서는 최초에 꼬부기를 선택했을 경우, 네트워크 머신 완성 후에 관동 지방의 도로를 돌아다닌다. 풀숲에서 출현하지만 조우할 확률이 낮고 출현해도 곧바로 도망가기 때문에 포획이 어렵다.
《포켓몬 콜로세움》에서는 다크 포켓몬으로 등장하며, 섀도우 간부의 한 명, 보르그가 사용한다.
《대난투 스매시브라더스 DX》에서 몬스터 볼로부터 등장하는 포켓몬 중에서 출현율이 낮은 전설의 포켓몬 중 한마리. 「스파크」로 공격한다. Pt 기라티나 버전에서는 미정이 배틀타워에서 라이코를 가지게 되어 모든 태그배틀 파트너가 하나씩은 전설의 포켓몬 (프리져, 썬더, 파이어, 라이코, 앤테이, 스이쿤, 라티아스, 라티오스, 레지락, 레지아이스, 레지스틸, 히드런, 레지기가스, 크레세리아)을 가지게 되었다.

## 애니메이션에서의 라이코
OVA 《포켓몬스터 크리스탈 라이코 번개의 전설》에 등장. 로켓단이 만든 기계인 크리스탈 시스템에 붙잡히게 되어, 켄타의 도움을 받고 탈출하지만 중상을 입고 포켓몬 센터에서 치료를 받게 된다. 다시 로켓단이 크리스탈 시스템을 발동하여 라이코를 비행선 안으로 잡아 넣지만, 켄타와 마리나 덕분에 탈출하여 크리스탈 시스템을 파괴하고 로켓단을 무찔렀다.
《포켓몬스터》182화에서 잠깐 뒷모습이 등장한다.
극장판 <환영의 패왕 조로아크>에서 색상이 다른 포켓몬(이로치가이)으로 등장한다. 영화 개봉전에 이 라이코는 배포되었으며, 신속/전자포/웨더볼/파동탄을 배우고 있고 HP가 낮을 때 명중률을 올려주는 미클열매를 가지고 있다.